# Ziethen (Lauenburg)
 For alternative betydninger, se Ziethen. (Se også artikler, som begynder med Ziethen)
Ziethen er en kommune i det nordlige Tyskland, beliggende i Amt Lauenburgische Seen under Kreis Herzogtum Lauenburg. Kreis Herzogtum Lauenburg ligger i delstaten Slesvig-Holsten.

## Geografi
Ziethen ligger lige øst for landkreisens administrationsby Ratzeburg, og grænser mod nord til Lankower See og delstaten Mecklenburg-Vorpommern. Den nordøstlige del af kommunen udgør Naturschutzgebiet Lankower See. Bundesstraße 208 går gennem kommunen fra Ratzeburg mod øst til Gadebusch.